# Ivan Ječmenica
Ivan Ječmenica (ur. 17 marca 1990 w Pljevlji) – czarnogórski siatkarz, reprezentant Czarnogóry, grający na pozycji środkowego.

## Sukcesy klubowe
Mistrzostwo Czarnogóry:
- 2014, 2015, 2016, 2024[2], 2025[3]
- 2012, 2013

Puchar Czarnogóry:
- 2014, 2015, 2016, 2024

Superpuchar Czarnogóry:
- 2024[4]

## Nagrody indywidualne
Igrzyska Małych Państw Europy:
- 2011, 2019

Liga Europejska:
- 2014[5]